# Victoria ruandana
Victoria ruandana är en fjärilsart som beskrevs av Claude Herbulot 1989. Victoria ruandana ingår i släktet Victoria och familjen mätare. Inga underarter finns listade i Catalogue of Life.